# Nicolai Johan Løbnitz
Nicolai Johan Løbnitz (født 8. marts 1798 i Rendsborg, død 13. maj 1867 i København) var en dansk bøssemager.
Han tilhørte en gammel bøssemagerslægt. Det har derfor sikkert været noget ganske naturligt, at han blev bøssemager, og som sådan drev han det da også til noget dygtigt. Han opfandt forskellige bøsselåse, også til
bagladning (hans patenter er af 1833 og 1839), ligesom forskelligt godt bøssemagerværktøj og var tillige en fremragende ciselør og gravør. Han udstillede "udmærkede" arbejder ved Kunstakademiets udstillinger, der i 1830'erne også stod åbne for håndværksarbejder, og hans værksted nævnes 1834 som det største og bedste bøssemagerværksted i København. 1828 udnævntes han til bøssemager i Hæren (fra 1830 ved det sjællandske jægerkorps) og deltog med dygtighed i omdannelsen af det danske militærgeværs stenlåse til perkussionslåse. 1842 udnævntes han til hofbøssemager. 1851 blev han probermester ved Kronborg Geværfabrik, og i denne stilling fik han 1853 titel af krigsassessor og 1856 af krigsråd. 1863 gik han af som overkrigskommissær og døde 13. maj 1867 i København. Han var gift med Caroline Christine Christensen (18. februar 1799 – 11. november 1877).